# Die Wirtin zur Goldenen Krone
Die Wirtin zur Goldenen Krone ist eine österreichische Verwechslungskomödie von Theo Lingen aus dem Jahr 1955, der auch eine tragende Rolle übernahm. In der Doppelrolle der Wirtin zur „Goldenen Krone“ Maria Lindner und der Fürstin Pia Maria ist Paula Wessely zu sehen, die den Film mit ihrer Firma auch produzierte. In tragenden Rollen agieren Fritz Schulz als Oberhofmarschall Clewing, Oskar Sima als Ministerpräsident Barthel, Hubert von Meyerinck als Weckenberg, der Vertraute der Fürstin sowie Christiane Hörbiger als Tochter Lore der Wirtin und Albert Rueprecht als Prinz Karlheinz.

## Handlung
In der kleinen Stadt Sonnenthurn-Weißenfels, Sitz der regierenden Landesfürstin, munkeln die Leute schon lange nicht mehr, dass die Fürstin Pia Maria und die Wirtin des Gasthauses Zur goldenen Krone, Maria Lindner, einander zum Verwechseln ähnlich sehen. Vielmehr sorgt das Gerücht, dass die Biersteuer erhöht werden soll, für großes Geraune und Unmut. Maria Lindner gibt nichts auf Gerüchte, würde aber persönlich zum Fürstinnenschloss gehen und protestieren, sollte es sich als wahr herausstellen. Die Fürstin selbst weiß weder vom Unmut ihrer Untertanen, noch vom geplanten Gesetz etwas. Dies treiben Ministerpräsident Barthel und Finanzminister Bollemann voran, die die staatliche Bierbrauerei in eine GmbH umwandeln wollen, deren Inhaber niemand anderes als die beiden Minister sind. Offiziell dient die Umwandlung, die beide bereichern soll, hingegen der Sanierung des Staatshaushalts, der mit einer sechsstelligen Summe verschuldet ist. Barthel macht dafür neben den Studiengebühren des Neffen der Fürstin, Prinz Karlheinz, auch die vielen Reisen der Fürstin verantwortlich, die wissenschaftlich tätig ist. Sie interessiert sich sehr für Fossilien und wird regelmäßig als Rednerin auf Kongresse eingeladen.
Eines Tages reist Pia Maria mit ihrem wissenschaftlichen Vertrauten Weckenberg nach Wien, um einen Saurierknochen identifizieren zu lassen. Bei ihrer Abreise erscheint ein Filmteam um den Amerikaner Blackwell, der einen Beitrag über die Fürstin drehen will. Diese lehnt brüsk ab. Oberhofmarschall Clewing erfährt jedoch, dass die Gage für den kurzen Dreh den Staatshaushalt sofort sanieren würde, und überredet Maria Lindner, für das Filmteam die Fürstin zu mimen. Da ein sanierter Staatshaushalt auch das Aus für die Biersteuer bedeuten würde, stimmt Maria zu. Sie absolviert erste Szenen ohne größere Probleme, als plötzlich nach Drehschluss Prinz Karlheinz vor ihr steht. Er hat sich in Wien in Marias Tochter Lore verliebt, die dort gerade als Volontärin einer Hotelfachschule in einem Hotel arbeitet. Karlheinz bittet Maria, die er für Pia Maria hält, um die Erlaubnis, eine Bürgerliche zu heiraten. Maria willigt ein und treibt damit Clewing zur Verzweiflung. Weil Karlheinz auch die Wirtin Maria um die Hochzeitserlaubnis fragen will, wechselt Maria schnell ihre Kleidung und stellt ihm die Bedingung, dass die Fürstin selbst ihr sagen soll, dass sie die Verbindung von Karlheinz und Lore gutheißt. Als Karlheinz nun die Fürstin erneut aufsuchen will, erfährt er, dass sie nach Wien gereist ist. Dort wiederum erkennt er, dass sie schon seit einigen Tagen in Wien ist, er also nicht mit ihr geredet haben kann. Verwirrt fahren er, die Fürstin und Weckenberg zurück nach Sonnenthurn-Weißenfels.
Hier haben Barthel und Bollemann versucht, das Biergesetz mit einem Trick von „der Fürstin“ unterzeichnen zu lassen. Sie haben Maria das Dokument gegeben, das sie für die Kamera als vermeintlichen historischen Vertrag unterzeichnen sollte. Maria fingiert eine Unterschrift und zitiert beide Minister anschließend in ihr Büro. Sie macht deutlich, dass sie ihre Tricks durchschaut habe, verrät sich dabei jedoch als Wirtin. Nun erklärt sie, dass sie die Fürstin dazu bringen werde, gegen das Gesetz zu sein. Barthel und Bollemann veranlassen die Festnahme von Maria, doch nimmt die Wache statt ihrer die Fürstin fest, die gerade am Schloss ankommt. In der Stadt geht nun das Gerücht um, dass die Wirtin festgenommen wurde und eine wütende Menschenmenge macht sich auf zum Schloss. Karlheinz ist unterdessen bei Lore, die ebenfalls im Ort angekommen ist und sich das Verhalten ihrer Mutter nicht erklären kann. Clewing erscheint und berichtet von der Festnahme der Wirtin, doch betritt Maria kurz darauf den Raum. Sie erkennt, dass die Fürstin inhaftiert wurde, und schlüpft ein letztes Mal in die Fürstinnenrolle. Auf dem Schloss lässt sie die Gefangene zu sich kommen. Beide sprechen sich aus, so hat die Fürstin erkannt, dass sie als Regentin das Zepter in der Hand halten muss und ihre Autorität nicht an ihre Minister abgeben darf. Auch sie wendet sich gegen die Erhöhung der Biersteuer. Gegen eine Heirat von Karlheinz und Lore hat sie nichts einzuwenden, zumal beiden Frauen klar ist, dass sie aufgrund des ausschweifenden Liebeslebens des vormaligen Fürsten Halbschwestern sind. Als die aufgebrachte Menschenmenge das Schloss erreicht, tritt Pia Maria vor die Menschenmenge. Sie beruhigt die Massen, dass die Wirtin nie verhaftet gewesen sei und dass die Biersteuer nicht erhöht werde. Sie verkündet zudem, dass die für das Chaos zuständigen Minister entlassen wurden und sie sich zukünftig selbst um die Amtsgeschäfte kümmern werde. Das Volk ist versöhnt und feiert die Fürstin.

## Produktion
Die Wirtin zur Goldenen Krone wurde in Hainburg, Wien und in den Rosenhügel-Filmstudios gedreht. Zu sehen ist der Hainburger Hauptplatz mit dem Rathaus, der Stadtpfarrkirche, dem Wiener Tor und dem noch immer existierenden Gasthaus „Zur goldenen Krone“. Das Rathaus stellte dabei die fürstliche Residenz dar. Ein weiterer Drehort für Außenaufnahmen war die Wiener Höhenstraße bei Klosterneuburg-Weidling. Die Innenaufnahmen entstanden in den Studios der Wien-Film in Sievering und am Rosenhügel. Die Kostüme schufen Hilde Reihs-Gromes und Fred Adlmüller, die Filmbauten stammen von Julius von Borsody, Heinz Ockermüller und Felix Smetana.
Otto Dürer produzierte den Film im Auftrag Paula Wesselys, auch Dürers Frau Nina Sandt war in einer kleinen Rolle als Kellnerin im Film zu sehen. Das Titellied des Films wurde von Horst Winter (Pia Maria) gesungen.

## Veröffentlichung und Kritik
Der Film erlebte am 20. Dezember 1955 in Nürnberg seine Premiere und lief drei Tage später erstmals in Wien. Die Wirtin zur Goldenen Krone ist bisher nur als VHS erschienen.
Für den film-dienst war Die Wirtin zur Goldenen Krone ein „fader Verwechslungsschwank“, in dem Paula Wessely aufgrund ihrer Doppelrolle gleich zweifach enttäusche. „Schwachbrüstige Verwechslungsposse“, befand auch Cinema.